# Linzhou
Linzhou is een stadsarrondissement in de prefectuur Anyang in de provincie Henan van de Volksrepubliek China. Bij de volkstelling van 2020 had de stad 539.951 inwoners.